# Leybourne
Leybourne är en ort och civil parish i grevskapet Kent i sydöstra England. Orten ligger i distriktet Tonbridge and Malling, cirka 1 kilometer nordost om West Malling och cirka 7,5 kilometer nordväst om Maidstone. Civil parishen hade 4 800 invånare vid folkräkningen år 2021.